# Reinaldo Vicente Simão
Reinaldo Vicente Simão (født 23. oktober 1968) er en tidligere brasiliansk fodboldspiller.